# سانرمو
سان‌رمو (به ایتالیایی: Sanremo) شهری ساحلی در غرب ناحیه لیگوریا در شمال غربی کشور ایتالیا است. قدمت این شهر به عنوان یکی از مقاصد گردشگری پر بازدید ایتالیا به دوره امپراتوری بازمی‌گردد.
این شهر در زمان رومیان تأسیس شده و دارای 55000 نفر جمعیت است. سان‌رمو میزبان رویدادهای فرهنگی بیشماری، از جمله جشنواره موسیقی Sanremo و دوچرخه سواری  کلاسیک میلان - سان Remo است. نام این شهر یک ادغام آوایی از Sant'Eremo di San Romolo است که به رومولوس جنوا ، جانشین سیروس جنوا اشاره دارد. کنفرانس سان‌رمو  از ۱۹ تا ۲۶ آوریل ۱۹۲۰ میلادی در شهر سان‌رمو، ایتالیا با حضور، نخست وزیران، انگلستان، فرانسه و ایتالیا (دیوید لوید جورج، آلکساندر میلران و فرانچسکو نیتی)، و نمایندگانی از ژاپن، یونان و بلژیک تشکیل شد، به مطالعه مفاد قرارداد صلح با عثمانی پرداخت..
سلطان محمد ششم، آخرین پادشاه امپراتوری عثمانی (۱۶ می ۱۹۲۶) در این شهر درگذشت. محمد علی شاه هم در سال ۱۳۰۴ در این شهر درگذشت.

## اقتصاد
آب و هوای مدیترانه‌ای سان‌رمو و موقعیت بسیار جذاب ساحلی این بندر، آن را به صورت مقصد بسیار مناسب گردشگری تبدیل کرده و باعث شده در صنعت توریسم موفق عمل کند. در زمینهٔ کشاورزی این منطقه محصولات متنوعی دارد. کشاورزی بر تولید غلات، علوفه،
، سجات،  ،تون،ی نگور،ن ، مرکبات و ساییوه‌هه ها تکیه دارد و منطقه زمینهٔینه مرغداری نیز فعال است. ‌‌سانرمو زمینهٔینه تولید روغن زیتون با کیفیتطقه‌ای جذاب می‌باشداشد. این شهر در صنعت گلگیاکیاه نیز شهرت خوبی دارد که یکی از جا‌به های اقتصادی بزرگ ‌سانرمو محسوب‌می شود و برخی از شهرهای اطراف آن نیز در بازار ‌ین المللی گل ‌سانرمو نقش ایفا نموده و ش‌کت های بزرگ گل در ‌سانرمو فعال هستند. در هٔوزه صنایع کچک ، ش‌کت های مواد ییئی ، کشتی سزی ، ساخت و از ، مصالح ساختما نی،شیمیا یی،الکترونیکی، فلزکا ری،نسا جی،پوش اک،، چوبچ اپ،طلا و گاز و الکتریسیته در منطقه حضور دارند. بخش سوم شامل یک شبکه تجاری توسعه یافته و مجم‌عه ای از خدمات است که علاوه بر بخش باکی ، فعا‌یت های رادیویی و تلویزیونی و مشاوره فناوری اطلاات ، صن‌وق های بیمه و بازنشستگی را نیز شامل می شود.  بخش برتر اقتصاد داخل شهری ‌سانرمو نیز متشکل از مغ‌زه های فروش چرم و لباس است. همچنین تعداد قابل توجهی هتل و رستوران در ‌سانرمو وجود دارد که در زمینه صنعت توریسم فعال هست ند.در برنامه نویسی جدید سیاست اقتصادی و اجتماعی انسجام اتحادیه ارپا ، شهرداری تحت عنو«ن "رقابت و اشتغال من‌قه» ی" قرار دارد. از اول ژانویه 2007 در مناطق تحت پوشش این دف ، استفاده از "صندوق های ساختاری" اروپایی با هدف تقویت رقبت ، اشتغال و جذابیت منطق ، در پیش بینی تغییرات اجتماعی و اقتصدی ، ارتقاء نوآ،و ، کارآفریی ، حفاظت از محیط زست ، دستسی ، سازگاری کارگران و توسعه بازارها دیده شده است..

## شهرهای خواهرخوانده
- Atami, ژاپن,,[۱] since 1976
- Helsingør, دانمارک
- Karlskoga, سوئد
- Budva, مونتنگرو